# Liptobiolity
Liptobiolity – skały powstałe z nagromadzenia pyłków i żywic na skutek rozłożenia tkanki celulozowo-ligninowej. Proces taki może zachodzić np. podczas obniżenia lustra wody na torfowisku. Powstały w warunkach próchnienia kiedy zupełny rozkład ligniny i celulozy powoduje koncentrację bardziej odpornych na wietrzenie składników liptynitowych. Szczególny przypadek stanowi nagromadzenie alginitu i sporynitu w warunkach podwodnych anaerobowych w ilości powyżej 90%. Liptobiolity dzieli się na:
- Żywiczne
  - Piropissyt – utworzony z kopalnych żywic i wosków. Charakteryzuje się białoszarą, czerwonobrunatną lub różową barwą. W Polsce znany jest z kopalń węgla brunatnego w Koninie i Turoszowie.
  - Lateks – kopalny kauczuk znany z trzeciorzędowych węgli brunatnych jako tzw. „małpie włosy”.
  - Duksyt – są to trzeciorzędowe żywiczne sosny Pinus succtinifera. W Polsce występują w strefie przybrzeżnej Bałtyku (bursztyn).
- Sporowe powstające w podwodnych warunkach anaerobowych.
  - Fimmenit – współczesne ziarna pyłku olchy czarnej (Alnus glutlnosa). Sporowe liptobiolity permskie występują na Tasmanii, a karbońskie w zagłębiu podmoskiewskim.
- Kutikulowe
  - Dyssodyl – jest to szaro-czarny węgiel o matowym połysku. Charakterystyczna drobno łuseczkowa podzielność. Powstały w trzeciorzędzie.
- Suberynowe
  - Lopinit – zbudowany z fragmentów kory drzewnej. Permskie lopinity występują w Chinach.